# Kamimuria sahlbergi
Kamimuria sahlbergi är en bäcksländeart som beskrevs av Koponen 1949. Kamimuria sahlbergi ingår i släktet Kamimuria och familjen jättebäcksländor. Inga underarter finns listade i Catalogue of Life.